# The Golden Chance
 (janvier 2024).
Si vous disposez d'ouvrages ou d'articles de référence ou si vous connaissez des sites web de qualité traitant du thème abordé ici, merci de compléter l'article en donnant les références utiles à sa vérifiabilité et en les liant à la section « Notes et références ».
Pour plus de détails, voir Fiche technique et Distribution.
The Golden Chance est un film dramatique muet américain de 1915, réalisé par Cecil B. DeMille. DeMille a refait le film en 1921 sous le titre de Forbidden Fruit (Le Fruit défendu).

## Synopsis
Mary Denby devient couturière après que son mari Steve a dilapidé leur argent en alcool. Son employeur la fournit comme escorte pour accompagner le millionnaire Roger Manning. Son mari essaie de faire chanter Manning et est plus tard tué par la police, laissant Mary libre d'épouser le millionnaire.

## Distribution
- Cleo Ridgely : Mary Denby
- Wallace Reid : Roger Manning
- Horace B.Carpenter : Steve Denby
- Ernest Joy : M. Hillary
- Edythe Chapman : Mme Hillary
- Raymond Hatton : Jimmy le rat
- Lucien Littlefield : le valet de Roger Manning - Séquence d'introduction (non crédité)

## Conservation
Une copie du film se trouve dans la collection de films du musée George Eastman.